# Венедиктов, Сергей Михайлович
Венедиктов, Сергей Михайлович (18 июля 1904, Ефремов — 15 мая 1986, Ефремов, Тульская область) — сельскохозяйственный руководитель, учёный-агроном
, участник Великой Отечественной войны, орденоносец.

## Биография
Родился 18 июля 1904 года в Ефремове. Окончил Богородицкое земледельческое училище (в те годы вуз). Работал агрономом в Алтайском крае, затем в Читинской и Иркутской областях, с 1932 года — в Плавском районе Тульской области. С 1938 года — старший агроном совхоза имени Красина в Ефремовском районе Тульской области.
С 1941 по 1945 год воевал на Калининском и Прибалтийском фронтах. Демобилизован в звании майора.
С 1946 по 1948 год — главный агроном овощного треста совхозов. С 1948 по 1953 год — заведующий районным земельным отделом Ефремовского райисполкома. С 1953 по 1965 год — заместитель начальника Тульского областного управления сельского хозяйства. Внёс большой вклад в послевоенное восстановление сельскохозяйственного производства в Ефремовском районе, в перевод его на научную основу. Занимался, в частности, внедрением перспективных сортов зерновых, кормовых, овощных культур, освоением передовых агротехнологий выращивания ячменя и кукурузы. Инициатор создания и организатор Плавской опытной станции. Много сделал для укрепления материальной базы Тульского, Ивановского и Богородицкого сельскохозяйственных техникумов, Тульской сельхозшколы — учебных заведений, давших целую плеяду кадров среднего звена для колхозно-совхозного производства в Тульской области.
Награждён: орденами Отечественной войны первой и второй степени, Красной Звезды, «Знак Почёта», а также многими медалями. Неоднократно избирался депутатом Ефремовского районного Совета депутатов трудящихся и членом Тульского обкома КПСС.
Его сын — Юрий Венедиктов (родился 1 мая 1930 года) — хозяйственный, партийный и советский руководитель, глава города Ефремова в 1981—1990 годах, орденоносец, почётный гражданин города Ефремова и Ефремовского района.